# E-kartka
E-kartka – wirtualna pocztówka, wysyłana przez Internet za pośrednictwem stron WWW i e-maili. Nazywana również wirtualną kartką, kartką internetową.
Internauci wysyłają e-kartki do wybranych osób poprzez wypełnienie specjalnego formularza na stronach z e-kartkami, do którego wpisują e-mail odbiorcy kartki oraz jej treść. Bardziej zaawansowane skrypty umożliwiają wizualne upiększanie wpisywanej treści oraz wybór stylu kartki (znaczek, ramka, tło etc.). Aktualnie serwisy nie wysyłają całych e-kartek poprzez e-mail, lecz jedynie link, dzięki któremu można obejrzeć e-kartkę znajdującą się w całości na serwerze, na którym e-kartka została utworzona.
Są dwa typy wirtualnych kartek. Animowane – wymagają oprogramowania Adobe Flash, statyczne – są to fotografie, do których czasami dołączane są różne sentencje.